# 松田孝
松田 孝（まつだ たかし）は日本の実業家。日清キョーリン製薬社長やキョーリンリメディオの社長を務めた。

## 人物
1967年武蔵大学経済学部卒業。杏林薬品に入社した。杏林製薬の取締役や同社東京統括支店長兼東京第一支店長などを歴任した。2003年に日清キョーリン製薬で代表取締役社長となる。2008年にキョーリンリメディオの社長となる。